# Hongze Hu
Hongze Hu (chiń. 洪澤湖; pinyin Hóngzé Hú) – jezioro w prowincji Jiangsu we wschodniej części Chińskiej Republice Ludowej.
Powierzchnia jeziora to 2069 km², objętość 31,3x108 m³, maksymalna głębokość to 5,5 m. Jezioro położone jest na wysokości około 12 m n.p.m. Jezioro leży w dorzeczu rzeki Jangcy.